# Ajgeszat (Armawir)
Ajgeszat – wieś w Armenii, w prowincji Armawir. W 2011 roku liczyła 1547 mieszkańców.